# Сугомак (гора)
Сугома́к — гора, расположенная вблизи города Кыштым Челябинской области в 90 км от Челябинска, в 150 км от Екатеринбурга. 

## География и история
Сугомак — вторая по высоте гора горного массива на западной стороне Кыштыма (591 м над уровнем моря), находится по соседству с самой высокой горой этого массива — Егозой (607 м над уровнем моря).
Гора Сугомак — это одна из трёх составляющих территориально-природного комплекса Сугомак, включающего три памятника природы: гора Сугомак, озеро Сугомак и пещера Сугомак. 
Гора Сугомак скалистая на вершине, до вершины покрыта смешанными лесами и многими редко встречающимися растениями. 
У подножья горы находится озеро Сугомак, пещера Сугомак протяженностью более 150 м, состоящая из трех гротов, родник Марьины слёзы и небольшая гора с отлогими скалистыми сторонами у самого берега озера Сугомак — Голая Сопка (50 м).

## Топонимика
Топонимы не имеют единого толкования, но как и множество топонимов и гидронимов данного края скорей всего имеют башкирское происхождение. Данный топоним можно связать с названием ближайшей реки Сугомак, который можно интерпретировать как башкирское һыу (вода)+ҡомаҡ (крыса), что даёт һыуғомаҡ ("водяная крыса"), которое на татарском будет выглядеть как сугомак. Другая версия предполагает связь с древними тюркскими мужскими именами, с основой суго, суга и имяобразующими аффиксами -мак и -як, -айяк, но данная версия не согласуется с правилами башкирского языка, где согласно данной версии образовался бы топоним һуҡмаҡ (сукмак)